# Tatort: Gefährliche Übertragung
Gefährliche Übertragung ist ein deutscher Fernsehkrimi des NDR und wurde am 31. März 1997 im Ersten erstmals ausgestrahlt. Es ist die 355. Folge der Kriminalreihe Tatort und der erste von zwei Fällen von Hauptkommissarin Lea Sommer, gespielt von Hannelore Elsner. Bei den beiden Folgen mit Lea Sommer handelt es sich um Langfolgen der Krimiserie Die Kommissarin. Sommer hat es mit dem Tod einer jungen Migrantentochter und der Frage, ob es Mord oder Selbstmord war, zu tun.

## Handlung
Die 19-jährige Marcia Nasovicz stürzt von einem der Grindelhochhäuser in den Tod, Hämatome an ihrem Körper deuten auf äußere Gewalteinwirkung hin. Der Vater der bosnischen Familie sagt Lea Sommer, die ihren Dienst in Hamburg neu angetreten hat, und ihrem Assistenten Udo Verhoff gegenüber aus, dass seine Tochter schlecht gewesen sei und Schande über die Familie gebracht hätte, weil sie nicht nach den muslimischen Traditionen gelebt hätte. Marcias Mutter hingegen sagt aus, dass ihre Tochter immer hilfsbereit und gut in der Schule gewesen sei, sie hätte nach dem gerade bestandenen Abitur studieren wollen. Die Mutter kann sich vorstellen, dass ihre Tochter wegen ihres Vaters Selbstmord begangen hätte, Verhoff erfährt von Nachbarn, dass der Vater gewalttätig ist. Marcias Schwester Leila erzählt Sommer, dass ihre Schwester an Bulimie gelitten hatte und in psychotherapeutischer Behandlung bei Dr. Thoma war, seither sei Marcia auf einem guten Weg gewesen. Kriminaldirektor Mackert informiert Sommer, dass Blutergüsse an der Leiche auf prämortale Gewalteinwirkung hindeuten, offensichtlich ist sie aus dem Treppenhaus im achten Stock des Hauses gesprungen. Dr. Thoma erzählt Sommer von der Zerrissenheit und dem familiären Hintergrund Marcias, ihr Vater ist bosnischer Muslim, die Mutter eine katholische Kroatin, der Krieg in der Heimat hatte die Familie auch wegen getöteter Verwandter dort schwer belastet, über häusliche Gewalt wisse er allerdings nichts. Am nächsten Tag erfahren Sommer und Verhoff von einer Bewohnerin des Grindelhochhauses, dass sie Marcia öfter beobachtet hatte, wie sie in eine Nachbarswohnung ging, kurz vor ihrem Tod hatte sich ein Mann mit einem ausländischen Akzent danach erkundigt, in welche Wohnung Marcia gegangen sei. Sommer erfährt, dass Dr. Thoma diese Wohnung angemietet hatte und spricht diesen, nachdem sie gerade erst Vertrauen zu ihm gefasst hatte, darauf an. Thoma versichert Sommer, Marcia lediglich bekocht und mit ihr gegessen zu haben, um ihre Bulimie mit Leichtigkeit zu therapieren. Er habe die Therapie mit ihr schließlich abbrechen müssen, um eine allzu große Nähe zwischen den beiden zu verhindern, geschlafen habe er nie mit ihr, auch habe er danach den Kontakt zu Marcia gemieden.
Sommer und Verhoff erhalten von Leila heimlich eine Seite aus Marcias Tagebuch zugesteckt, in der sie andeutete, ein sexuelles Verhältnis zu Thoma gehabt zu haben und eifersüchtig auf Laura Hammerstein gewesen zu sein, die ebenfalls Patientin bei Thoma war. Die Beamten beobachten kurz darauf, wie eben jene Laura um Marcia zu trauern scheint, eine wohlhabende Frau versucht vergeblich, das Mädchen zu beruhigen. Sommer sucht Thoma erneut auf, dieser bestreitet weiter, ein sexuelles Verhältnis mit Marcia gehabt zu haben, vor Thomas Wohnungstür taucht Laura auf und glaubt, Thoma habe jetzt ein Verhältnis zu Sommer, Thoma verhindert, dass Sommer sich mit Laura unterhalten kann. Verhoff sucht Erika Thoma auf, die praktisch von ihrem Mann getrennt lebt, sie gibt an, weder Marcia noch Laura gekannt zu haben, sie interessiere sich weder für die Patientinnen noch für die Geliebten ihres Mannes. Leila sucht Sommer auf und übergibt ihr das komplette Tagebuch ihrer Schwester, darin beschreibt sie ihr Verhältnis zu Thoma. Die weiteren Tagebucheinträge führen Sommer und Verhoff zur Modelagentur der Modeschöpferin Theresa Moiser, Sommer erkennt in ihr die Frau, die Laura zu beruhigen versuchte und trifft auch auf Laura, die angibt, durch Sex von Thoma von ihrem Hang zu Frauen „therapiert“ worden zu sein. Sie wollte keine sadomasochistischen Spiele mit ihm mitmachen und sagt aus, dass er deshalb sie gegen Marcia ausgetauscht hatte, weil diese seine Obsessionen befriedigt hätte, Laura lehnt es ab, Thoma anzuzeigen. Erika Thoma sucht Verhoff auf und sagt aus, dass Laura am Todesabend Marcias bei ihrem Mann in der Wohnung war, unterdessen sucht Theresa Moiser Sommer auf und sagt aus, dass sie Angst um Laura hat. Sie ist in Laura verliebt und wollte ihr helfen, mit sich ins Reine zu kommen, nun macht sie sich Vorwürfe, dass sie Laura in die Arme von Thoma getrieben hat. Verhoff hat mittlerweile herausgefunden, dass Thoma mit seiner Frau überraschend nach Sydney reisen will, Sommer und Moiser fahren gemeinsam zum Grindelhochhaus, vor dem Laura auf Thoma wartet. Sie beobachten, wie Laura Thoma anfleht, zu ihr zurückzukehren und ihm in seine Wohnung folgt, Sommer und der hinzugekommene Verhoff nehmen Thoma vorläufig fest.
Laura räumt ein, am Todesabend Marcias bei Thoma gewesen zu sein, Marcia hätte Thoma aufgesucht und ihn angefleht, das Verhältnis mit ihr wieder aufzunehmen, doch Thoma habe sie weggeschickt, Marcia habe danach wohl Selbstmord verübt. Widerwillig glaubt Sommer ihr und verfügt die Freilassung von Thoma, den sie moralisch aber weiterhin für schuldig hält. Am nächsten Morgen erfährt Sommer, dass Thoma ermordet wurde, auf dem Weg ins Präsidium läuft ihr Theresa Moiser über den Weg, die sich bei ihr für ihr Engagement bedankt, Laura sei nun so gelöst wie schon lange nicht mehr. Thoma wurde in der Nacht durch ein Messer oder eine Schere durch Durchtrennen der Halsschlagader getötet. Sommer sucht die Agentur von Moiser auf, dort erfährt sie, dass Laura einen Selbstmordversuch unternommen hat und Moiser zu ihr ins Krankenhaus gefahren ist. Verhoff sucht Erika Thoma auf, diese gibt sich schockiert, vor der Wohnungstür ihres Mannes habe sie am Vorabend ein junges Mädchen sitzen sehen, das aufgelöst erschien. Sommer sucht Laura und Theresa im Hafenkrankenhaus auf, Moiser sagt aus, dass Laura am Vorabend nicht nach Hause gekommen sei und sie Laura gesucht habe. Sie habe sie schließlich in Thomas Praxis gefunden, die Tür habe offen gestanden und sie habe die gefesselte Laura gesehen, wie sie sich auf Sexspiele mit Thoma eingelassen habe, Moiser habe dann eine Schere genommen und zugestochen, Sommer nimmt Moiser vorläufig fest. Kurz darauf erfährt Sommer allerdings, dass eine Schere als Tatwaffe gefunden wurde und die Fingerabdrücke von Laura und einer unbekannten Person, die nicht Moiser war, darauf waren. Sommer sucht Laura auf, diese sagt aus, dass sie unter Tabletteneinfluss zu Thoma gefahren sei und ihm gesagt habe, dass er jetzt alles mit ihr machen könne, was er wolle, sie wollte an dem Abend sterben, mehr wisse sie nicht. Unter Druck von Sommer gibt Laura schließlich zu, dass Leila während ihrer Sexspiele mit Thoma plötzlich in der Praxis aufgetaucht war und zugestochen hatte. Sommer und Verhoff treffen in der Wohnung Nasovicz lediglich die Mutter an, diese ist stolz auf die Tat der Tochter und hat sie nach Sarajevo zu Verwandten geschickt. Die Beamten können Leila noch am Flughafen abfangen, sie ist erleichtert, dass sie nicht in die Heimat muss und versichert, im Affekt gehandelt zu haben, Sommer sagt ihr zu, ihr bei der Verhandlung beizustehen.

## Hintergrund
Gefährliche Übertragung und Alptraum bildeten zwei Sonderfälle innerhalb der Tatortreihe. Kommissarin Sommer (Hannelore Elsner), die von 1994 bis 2006 in einer eigenständigen Krimiserie fungierte, wurde für zwei Folgen 1997 in die Tatort-Reihe integriert. Der Ermittlungsort wurde auf Hamburg verlegt und Til Schweiger, der bis 1996 als ihr Assistent Nick Siegel agierte, durch Kriminalkommissar Udo Verhoff ersetzt. Erst 1999 gab es danach neue Folgen der Kommissarin in gewohnter Kurzfassung von 48 Minuten.

## Rezeption

### Einschaltquote
Die Folge erreichte bei ihrer Erstausstrahlung am 31. März 1997 6,63 Mio. Zuschauer und somit einen Marktanteil von 20,70 %. Sie wurde in Hamburg gedreht.

### Kritik
TV Spielfilm bewertete den Film positiv und urteilte: „Frau Elsner macht am Tatort eine gute Figur“.